# Economia de Djibouti

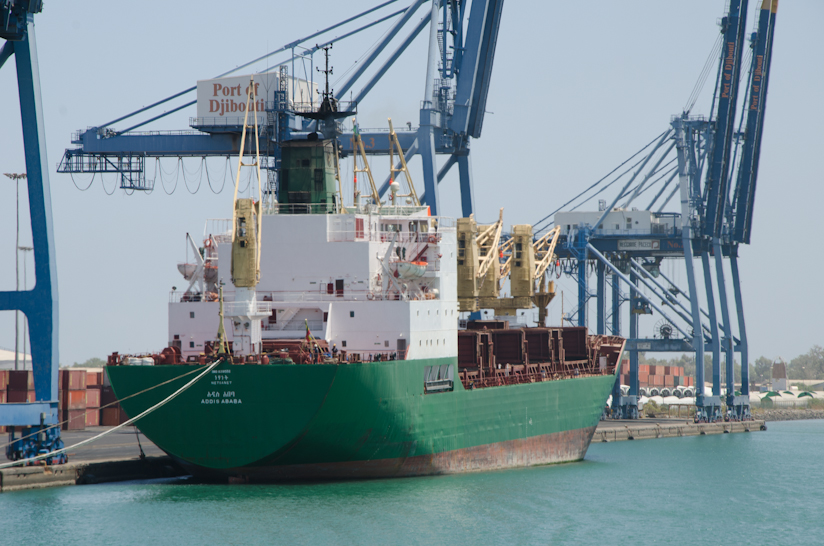
Lo port de Djibouti.

L'economia de Djibouti està basada principalment en serveis relacionats amb la localització estratègica del país i la seva condició de zona de lliure comerç en el nord-est africà. Dos terços dels seus habitants habiten la ciutat capital, amb el terç restant compost principalment per pastors nòmades. La reduïda precipitació limita la producció de productes agrícoles, per la qual cosa la majoria dels aliments han de ser importats. Hi ha molt pocs recursos naturals, i una absència gairebé total de la indústria. Djibouti és per tant, altament depenent en ajuda internacional per sostenir la seva balança de pagaments i finançar projectes de desenvolupament.
Djibouti és seu de la major base militar francesa fos de França (unes 4000 persones). L'ajuda econòmica anual que rep de França representa un 40% del pressupost nacional. Djibouti és considerada una Zona de Lliure Comerç en el Nord-est d'Àfrica i un important centre regional de subministrament de petroli. El sector logístic és un dels més importants de l'economia.
Djibouti proveeix serveis com port per a trànsit regional i centre internacional de transbord i recàrrega de combustibles. La inestabilitat regional provocada pels conflictes entre Etiòpia i Eritrea ha alterat, no obstant això, els canals de comerç normals.
El consum per habitant es va contreure un 35% entre els anys 1999 i 2006 a causa de la recessió, la guerra civil, i l'alt creixement demogràfic (augmentat per l'arribada d'un gran nombre d'immigrants i refugiats). El país no va ser afectat per la crisi econòmica recent, però la seva gran dependència de la importació d'aliments i Dièsel per a generació d'electricitat tornen el país vulnerable a xocs de preus internacionals. El creixement del deute extern a llarg termini augmenta el retard de Djibouti en l'àmbit econòmic, i complica el compliment de les estipulacions imposades pels països que li brinden ajuda externa.